# Pobreza menstrual

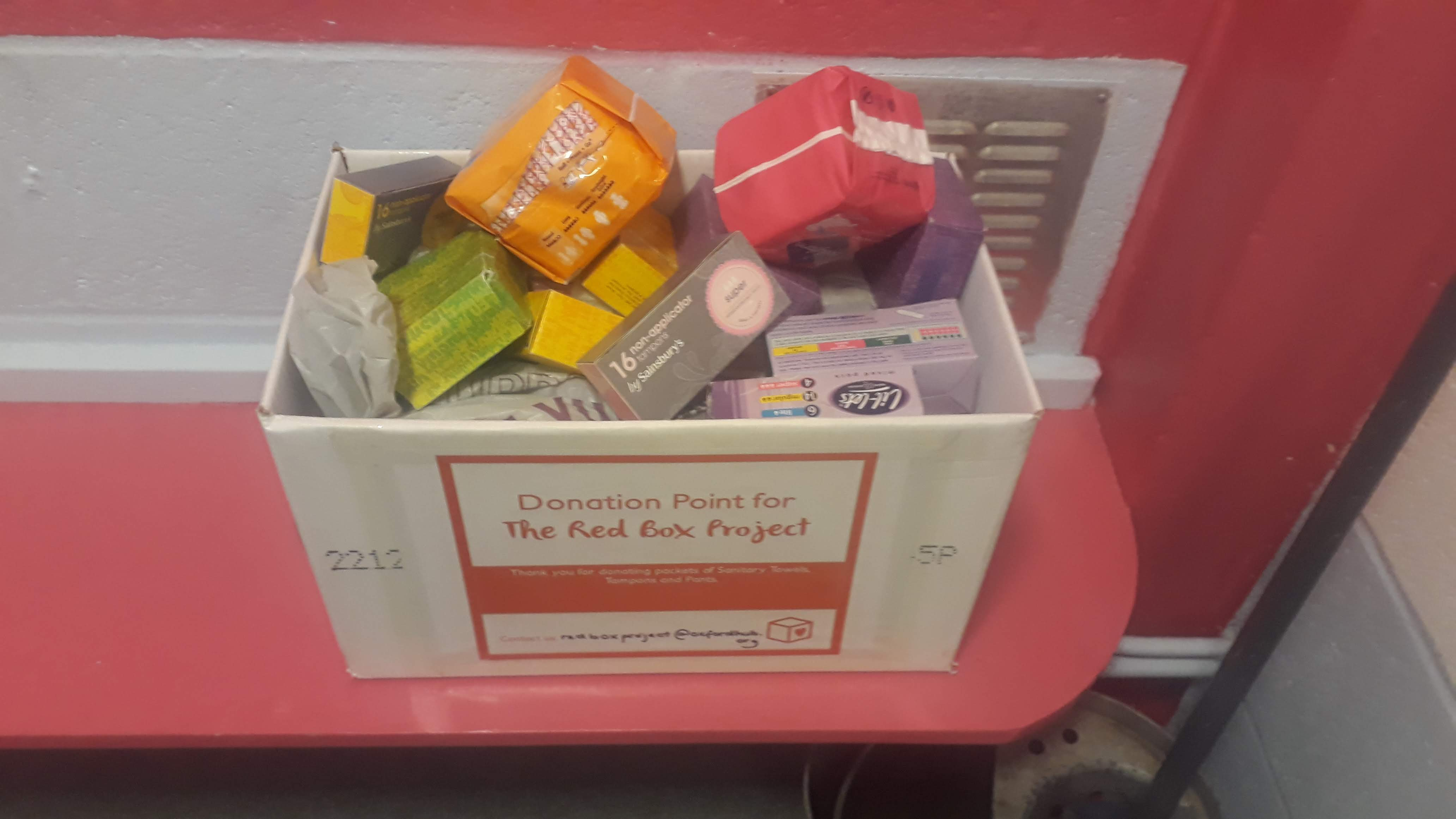
Punto de donación de toallas sanitarias y tampones de la campaña Red Box Project.

El concepto de pobreza menstrual o pobreza del periodo alude a la falta de acceso de mujeres y niñas a insumos para la gestión menstrual adecuada, desde productos sanitarios hasta ropa interior y analgésicos, como así también contempla la necesidad de agua potable para la higiene, infraestructura de saneamiento apta, y el acceso a educación e información suficiente para el correcto manejo de la menstruación. El término fue acuñado en 2016 y afecta mayoritariamente a países en desarrollo, donde la disponibilidad de productos se encuentra severamente afectada, o el precio de los mismos (normalmente importados) imposibilita el acceso de los sectores socioeconómicos más vulnerables. De acuerdo a un estudio en las zonas occidentales y rurales de Kenia, el porcentaje de mujeres que recurrieron al sexo por intercambio por dinero o suministros de higiene alcanzó el 1,3%, dentro del cual el 10% corresponde a adolescentes de hasta quince años. Esta situación las expone abuso y explotación sexual. Se halla presente a su vez en países desarrollados; una encuesta de 2017 de la ONG Plan International reveló que una de cada diez niñas en Reino Unido no pudo costear productos de higiene.
A nivel mundial, en el año 2021 se estimó que el 12% de mujeres, niñas y personas con capacidad de gestar tienen acceso a productos comercializados de gestión menstrual, mientras que el resto genera sus propios insumos o recurre a medidas como usar telas viejas, hojas de plantas, papeles, calcetines entre otros materiales para recolectar los fluidos. Transitar este tipo de pobreza impacta de forma directa en el bienestar de la persona. De no conseguir elementos de gestión menstrual, esta puede recurrir a métodos poco higiénicos, un factor de riesgo para el incremento infecciones vaginales, del tracto reproductivo y urinarias. Compromete también la salud mental al generar sentimientos de humillación, vergüenza, afectar el autoestima e incrementar la ansiedad. Un análisis de la publicación Women's Health de BioMed Central arrojó como resultado que el 68% de mujeres que se encuentran en situación de pobreza menstrual presentaron síntomas moderados a severos de depresión, comparado con el 43% en las personas que no habían experimentado carencia de insumos.
Este fenómeno se profundiza en regiones donde, debido a la falta de saneamiento, niñas y mujeres deben además encargarse de recolectar agua para la familia, a menudo recorriendo grandes distancias a pie. A su vez, incide en el ausentismo escolar de las menores por razones de carencia de productos, por temor o vergüenza a posibles filtraciones en público, por la ausencia de cuartos de baño en los colegios, y por su exposición al matrimonio infantil a raíz de la menarquia.
Las condiciones de pobreza y las crisis humanitarias pueden limitar el acceso de las mujeres y personas con capacidad de menstruar a suministros menstruales de alta calidad, culturalmente apropiados y a instalaciones de lavado privadas y seguras. Esto tiene como consecuencia la barrera al ejercicio de derechos humanos como la salud, la educación, el trabajo y la no discriminación para las mujeres y personas menstruantes. La pandemia de COVID-19 contribuyó al desabastecimiento de insumos menstruales con el cierre de locales comerciales, y dificultó el acceso de poblaciones más vulnerables que los obtenían en establecimientos educativos. Una encuesta de 2020 sobre carencia de estos insumos durante la crisis arrojó que tres cuartas partes de profesionales consideró que la pandemia dificultó el acceso a estos productos, noción apoyada por una de cada tres mujeres. Estas últimas reportaron a su vez una menor capacidad de compra de los mismos.
El tratamiento final de los productos desechables también es un tema de interés. Iniciativas de reparto de toallas sanitarias y tampones en lugares empobrecidos han enfrentado críticas al no contemplar el impacto de la contaminación que generarán como residuos en zonas con saneamiento deficiente. Otros programas se centran en productos reutilizables, como copas menstruales, toallas de tela y ropa interior menstrual, en un intento de disminuir los residuos y el impacto ambiental de la fabricación de los insumos desechables.

## Principales problemáticas

#### Acceso a los productos de gestión menstrual.
Se entiende la gestión menstrual como las herramientas y prácticas adecuadas para contener o manejar la sangre durante la fase menstrual: toallas, paños, tampones, copas menstruales, discos menstruales, esponjas marinas o ropa interior absorbente. En ocasiones, se puede encontrar el término “higiene menstrual”, aunque este último es asociado a que la sangre es sucia o impura, por ello, desde el activismo menstrual, se ha propuesto hablar, más bien, de gestión menstrual.
Muchas mujeres que viven en situación de calle, durante su fase menstrual, se encuentran en la disyuntiva de elegir entre comprar algún alimento o adquirir un producto para gestionar su sangre menstrual.
De acuerdo a la encuesta sobre gestión menstrual en las poblaciones callejeras de la Ciudad de México, realizada por la organización El Caracol en el año 2020, el gasto que hacen las mujeres en situación de calle para la adquisición de productos de gestión menstrual representa entre el 13% y el 40% de sus ingresos diarios.
En el año 2024, países como Bangladesh, Egipto, la India, Madagascar y Zimbabwe cuentan con que las mujeres de las zonas urbanas tienen un mayor acceso a las compresas respecto a las adolescentes y mujeres de las zonas rurales; mientras que la OMS y UNICEF reportan que en las zonas rurales 1 de cada 5 adolescentes no utiliza ningún producto para la menstrucción a diferencia de 1 por cada 20 en las zonas urbanas.
Mientras tanto para 2024, en Estados Unidos, 1 de cada 4 adolescentes y 1 de cada 3 adultas tienen complicaciones económicas con la adquisición de productos menstruales, particularmente las adolescentes de color y familias con bajos ingresos; a diferencia del Reino Unido, donde 3 de cada 10 niñas tienen dificultades para comprar o acceder a estos productos
Algunas mujeres que no pueden costear estos productos suelen utilizar otros que adaptan para su uso, por ejemplo telas, bolsas plásticas, calcetines, ropa cortada, pañales de bebés o papel de baño. Algunas otras, deciden comprar solo un producto de mayor absorción (por ejemplo una toalla nocturna) y utilizarlo durante todo el día, lo que les genera algunos problemas de salud, irritación o incomodidad.
Por último, hay quienes optan por no utilizar nada y dejar su sangre fluya, lo cual genera actitudes y prácticas de rechazo o discriminación hacia ellas por parte de sus pares o de algunas otras personas con quienes conviven.

#### Acceso al agua y saneamiento
La falta de acceso a agua potable y limpia se vuelve un problema específico durante la menstruación ya que las mujeres no tienen la oportunidad de llevar a cabo prácticas de higiene y cuidado que les permitan el cuidado de su salud. Algunas mujeres acuden a baños públicos para asearse o lavar su ropa que ha sido manchada, otras más utilizan agua de las fuentes y otros espacios públicos, también suelen utilizar agua de la lluvia o tomar de las llaves que se encuentren a su alcance. Hay quienes deciden destinar sus ingresos del día en pagar la habitación de un hotel que les permita darse un baño, pero esto las deja en una mayor situación de precariedad.
A pesar de sus esfuerzos, el cuidado e higiene personal no siempre es posible, por lo tanto, esto ocasiona serios problemas de salud y rechazo social. La situación se agravó más a partir de la pandemia causada por la enfermedad de la COVID 19 ya que muchos establecimientos o lugares a los que podían acudir estas mujeres para adquirir un poco de agua, fueron cerrados temporal o definitivamente.
Alrededor del mundo, son pocos los países que cuentan con instituciones gubernamentales a la que estas mujeres se puedan acercar para obtener toallas sanitarias o puedan tener un lugar donde asearse.

#### Contextos de crisis
En 2024, 614 millones de mujeres vivían en zonas afectadas por conflictos, crisis y o desastres, esto aunado a que para 2023, la Oficina del Alto Comisionado de las Naciones Unidas para los Refugiados (ACNUR) estimó que las mujeres suponen el 51% de las personas refugiadas; esta situación implica que durante el tránsito y en los campamentos las mujeres carecen de privacidad para cambiarse o asearse. 
En Gaza, de acuerdo con un reporte de ONU Mujeres de 2024, más de 540,000 mujeres y niñas en edad reproductiva no tenían acceso a productos para atender su higiene menstrual, por lo que muchas recurren al uso de trapos y esponjas, a esto sumamos que durante la crisis en Líbano, los precios de los productos mesntruales subieron entre un 98 y un 234%, así fue que un 66% de las niñas menstruantes indicaron no poder acceder económicamente a estos productos e incluso, al ser un tema tabú, ni siquiera hablaban al respecto de esta problemática. 

### Impuesto menstrual
El impuesto que los suministros menstruales tienen es impuesto al consumo, significa que la base impositiva, es decir, lo que se grava, es el consumo o el uso de estos. 
Este impuesto, también conocido como "impuesto rosa" se dirige únicamente a las mujeres por productos que son literalmente biológicamente incapaces de evitar. Aunque en teoría todos tienen que pagar el impuesto sobre los productos de higiene menstrual, solo las mujeres (y personas con capacidad de menstruar), menstrúan, por lo tanto, son las únicas personas que deben comprarlos.
Este impuesto existe en la mayoría de los países y clasifica a los productos menstruales como “de lujo” o “no esenciales”.

### Países con iniciativas sobre el impuesto menstrual
En ciertos países ha habido iniciativas desde principios del siglo XXI para dar solución a la problemática que implica el impuesto menstrual, a continuación se mencionan algunos ejemplos:

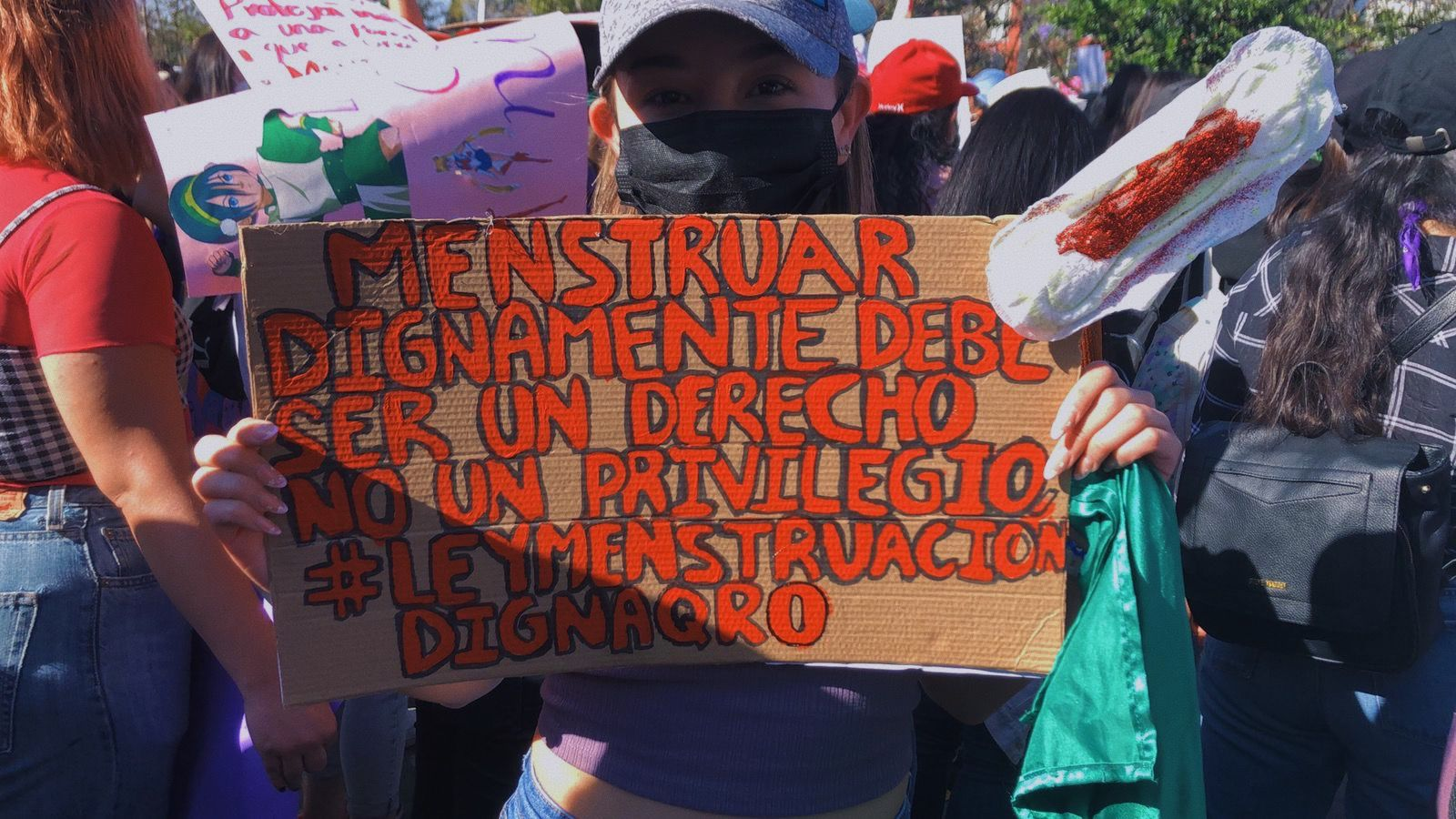

- Kenia (2004). Fue el primer país en dejar de gravar los productos menstruales.[24]
- Canadá (2015). Fin al impuesto menstrual en el país.[24]
- Nepal (2017). Como estrategia para reducir el ausentismo escolar se comenzaron a repartir toallas sanitarias de forma gratuita en todas las escuelas del país.[24]
- Australia, India y Malasia (2018). Fin al impuesto menstrual en estos países.[24]
- Colombia (2018). Se eliminó cualquier impuesto a toallas y tampones, luego se extendió esto a las copas menstruales en abril de 2021.[24]
- Nigeria (2020). Se clasificó a las toallas sanitarias producidas localmente dentro de los 20 productos básicos exentos de un nuevo aumento al IVA a principios del 2020.[24][25]
- Escocia (2020). Fue el primer país en brindar acceso gratuito a productos menstruales como toallas y tampones a todas las personas menstruantes.[24][26]
- Reino Unido (2021). Fin al impuesto menstrual.[24]
- EE. UU. (2021). Fin al impuesto sobre los tampones en cinco estados del país: Ohio, Rhode Island, Utah, Washington y California.[24]
- México. (2022). El primero de enero de 2022 entró en vigor la medida que establece Tasa Cero de IVA a toallas sanitarias, tampones y copas menstruales en todo el país.

## Mujeres en situación de vulnerabilidad
La higiene menstrual es un derecho atravesado por el acceso a la salud, al agua limpia, a la privacidad y la información eficaz. La existencia de información y análisis sobre estas poblaciones permite generar políticas con perspectiva interseccional. 

### Mujeres con diferentes identidades de género con capacidad de menstruar
Las mujeres de diferentes identidades de género, como los hombres transgénero y las personas no binarias, a menudo enfrentan barreras adicionales a la información y los suministros para manejar de manera segura la menstruación.
Aún no existen estadísticas precisas, ni información necesaria para poder atender de manera pertinente a esta población en torno a la menstruación.

### Mujeres privadas de su libertad
La salud sexual y reproductiva de las mujeres en las cárceles en la mayoría de los casos aún no es garantizada. Las mujeres presas y sus familiares son quienes deben conseguir suministros menstruales ya que el presupuesto en muchas prisiones no contempla a estos productos. 
Estas mujeres se encuentran en la necesidad de idear estrategias para ingresarlos a las cárceles, de crear redes de generosidad, o esperar su donación a través de organizaciones sociales así como también en la necesidad de reemplazar las toallas sanitarias por papel o trapos. Esta situación vulnera su dignidad humana.

### Mujeres en situación de calle
Las mujeres en situación callejera en México es un término que, desde el año 2007, se utiliza por organismos civiles de la Ciudad de México para hablar de “todas las personas que viven o trabajan en las calles”. De acuerdo a un diagnóstico realizado por la organización civil El Caracol en 2020, tan solo en la Ciudad de México más de 6 mil personas se encuentran en esta situación, y de ellas, el 12% son mujeres.
Una expresión de la pobreza menstrual que afecta a 4 de cada 10 mujeres en México, se ve reflejada en las dificultades que tienen las mujeres en situación de calle para vivir una menstruación digna. 

## Legislación

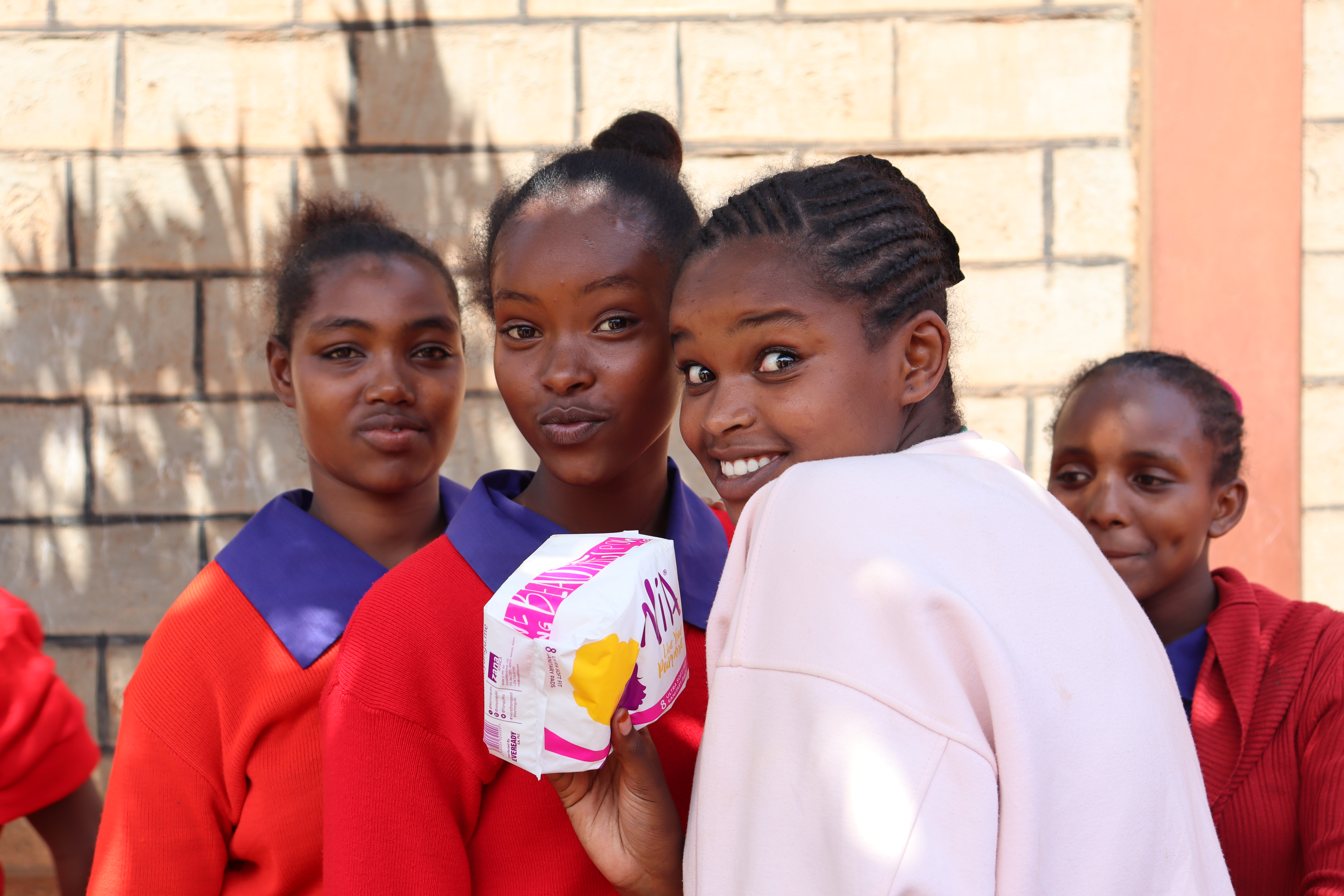
Entrega de toallas sanitarias a estudiantes en el contexto de una charla sobre el manejo de la higiene menstrual.

### Activismo
La pobreza de menstrual es solo una cuestión económica, sino también social y política. La ciudadanía alrededor del mundo, a través de la colectividad ha impulsando iniciativas legislativas con el objetivo de reconocer a estos productos como una necesidad básica que debe de ser accesible para todas las mujeres y personas con capacidad de menstruar.
La problematización en torno a la menstruación se reduce a procesos personales e íntimos, por lo que no ha llegado a ser ni siquiera considerada un problema público. Por un lado, a lo largo del tiempo se ha construido un discurso desagradable del proceso biológico, natural e inevitable para las mujeres y personas menstruantes, evitando ponerlo sobre la mesa y permitir que las vivencias vengan de la experiencia tanto propia como de amigas o familiares cercanas.
El activismo para la erradicación de la pobreza menstrual, la normalización de los procesos biológicos de las mujeres tiene sus orígenes en lo inicios de las olas feministas.
La Primera Ola del feminismo tuvo sus orígenes en el siglo XVIII. En esta etapa emergió una conciencia sobre la situación de “deprivación de bienes y derechos de las mujeres con las propias declaraciones universales”,refiriéndose a la declaraciones americanas y francesas que ya hablaban sobre derechos humanos, pero solamente para los hombres. En esta época, la demanda principal se centraba en el reconocimiento de la igualdad en cuanto al ejercicio de derechos civiles y políticos, es decir, en una igualdad política de los sexos.
Después de un periodo largo de luchas por la igualdad y los derechos políticos, surgió la Tercera Ola del Feminismo en los años setenta, continuando hasta los inicios de los años ochenta. En esta etapa, se amplía aún más la conciencia, ahora centrada en el cuerpo de las mujeres y en el sistema de opresión patriarcal. En este sentido se ha documentado que los cuestionamientos comenzaron a presentarse en Estados Unidos durante esta Tercera Ola. Por primera vez se manifestaron críticas y sospechas sobre la seguridad de los productos de gestión menstrual disponibles en el momento y sus efectos en la salud. En este mismo periodo emergieron grupos de activismo menstrual que comenzaban a establecer agendas que se centraban en la búsqueda de alternativas ecológicas, naturales y seguras para preservar, principalmente, la salud y la sana alimentación. Esta nueva agenda tuvo auge a la par de otros movimientos como el ambientalista.
Durante estos años, los movimientos feministas tuvieron gran valor para la desprivatización de los temas relacionados con la menstruación y sobre todo que se reconociera como un proceso natural a pesar de las críticas y estigmas que aún existían sobre el tema. Por ello, a lo largo de los últimos años se han hecho propuestas de manera internacional para erradicar la pobreza menstrual, que incluyen la conformación de ONGs y fundaciones abocadas al tema; campañas de sensibilización; la entrega de productos mediante programas gubernamentales, privados y donaciones; charlas a estudiantes y la incorporación de la educación menstrual dentro de los espacios de educación sexual en colegios.

### Legislación en México
La agenda sobre la menstruación comenzó a desarrollarse hace casi quince años a nivel internacional a través de políticas públicas. En el caso de México, esta agenda se empezó a discutir activamente hasta el 2020 con una serie de iniciativas propuestas, principalmente, por la organización Menstruación Digna México y por personas involucradas en distintos partidos políticos. A continuación se muestran algunas de las iniciativas de ley propuestas en diversas partes del país para atender la problemática de la pobreza menstrual: 
- En Septiembre del 2020, se presentó una iniciativa impulsada por parte de las organizaciones Fundar, Oxfam México, el Consejo para Prevenir y Eliminar la Discriminación de la Ciudad de México (COPRED) y la organización Menstruación Digna México para la reforma al artículo 2 de la Ley del IVA. El propósito de esta era eliminar el impuesto al valor agregado de las toallas sanitarias, copas menstruales y tampones, lo que implicaba considerar una tasa cero sobre los productos de gestión menstrual.[34]

La Cámara de Diputados desechó la iniciativa el 21 de octubre de 2020 a pesar de los esfuerzos de las organizaciones y, posteriormente, el Senado de la República manifestó que se haría una revisión sobre la misma. A un año del primer intento por impulsar esta iniciativa, el Congreso de la Unión emitió su aprobación a la Ley del Impuesto al Valor Agregado (IVA), el primero de enero del 2022 entró en vigor la medida que establece Tasa Cero de IVA a toallas sanitarias, tampones y copas menstruales en todo el país.
- En Octubre del 2020, se dio a conocer la iniciativa propuesta por la entonces diputada local del Partido Verde Ecologista de México, Alessandra Rojo de la Vega, en la cual se propuso que la Secretaría de Salud de la Ciudad de México garantice el suministro efectivo, gratuito e irrestricto de productos para la gestión menstrual, como copas menstruales a las mujeres que lo soliciten. [36]

La iniciativa del Partido Verde suponía el reconocimiento del derecho a la higiene menstrual de las mujeres, sin embargo, no hay noticias de su aprobación. De ser aprobada, los artículos 52 y 53 de la Ley de Salud de la Ciudad de México serán reformados y adicionados con diversas disposiciones relacionadas con este tema, incluyendo campañas intensivas de información, orientación en materia de salud sexual y reproductiva y la provisión de información sobre la menstruación en los planteles educativos.
- En marzo del 2021, la Senadora Verónica Delgadillo, del Grupo Parlamentario de Movimiento Ciudadano propuso una iniciativa de ley bajo el nombre: “Iniciativa con Proyecto de Decreto por el que se reforman y adicionan distintas disposiciones de la Ley General de Educación, y de la Ley General de Salud en materia de salud e higiene menstrual”. Dicha iniciativa, a diferencia de las anteriores, no ha sido expuesta en los medios de comunicación. En la propuesta se contemplaron ciertas modificaciones en la Ley de educación a fin de que las niñas reciban la información y conocimientos necesarios para asegurar la salud menstrual. Los ajustes tienen que ver con la incorporación de la salud e higiene menstrual a la educación sexual y reproductiva dentro de los planes de estudio. Además, esta iniciativa también propone que la salud e higiene menstrual deberá ser contemplada para los efectos del derecho a la protección de la salud. Otro aspecto relevante es que la Secretaría de Salud deberá establecer las normas correspondientes a los servicios para un adecuado manejo de la menstruación. [37]

- En Marzo del 2021 en el estado de Michoacán se aprobó de la Ley de Menstruación Digna impulsada por el diputado e integrante del Grupo Parlamentario de Morena, Octavio Ocampo. En la exposición de motivos de la iniciativa de ley, se argumentó que debe ser imperativo que los estados garanticen a cada niña, adolescente, mujer u otra persona menstruante la posibilidad de vivir una menstruación de forma higiénica, íntima, cómoda, segura, saludable y digna. [38]

A partir de la aprobación de la Ley en Michoacán, el estado tiene la obligación de impartir la educación menstrual a la par de la educación sexual integral y reproductiva, a fin de asegurar que las niñas y niños reciban la información necesaria sobre la menstruación.
- En abril de 2021, la Cámara de Diputados aprobó el acceso gratuito a productos de higiene menstrual a niñas y adolescentes en escuelas de cualquier nivel. En el boletín número 6433 se señala que el pleno aprobó con 432 votos a favor el dictamen que reforma el artículo 114 de la Ley General de Educación en materia de salud y gestión menstrual.[39]

- En Octubre del 2021, la Comisión de Salud del Congreso del Estado de Jalisco emitió las aprobaciones que obligan a los planteles educativos y al sector salud, a brindarle a niñas y adolescentes productos básicos como toallas, tampones, copas menstruales, toallas de tela o cualquier otro bien destinado para su higiene menstrual. [40]Estas reformas también contemplan la obligación de las autoridades de establecer programas de educación menstrual en espacios con mayor rezago educativo y económico.

En cuanto a las leyes que se reformaron en Jalisco son: La Ley de Educación del Estado de Jalisco, Artículos, 15, 60 y 118 y la Ley de Salud del Estado de Jalisco, Artículos 34, 92, 97 y 113. A partir de estas últimas reformas, el gobierno del estado adquirió las obligaciones de atender el tema de la gestión menstrual, en principio, dentro de los espacios educativos. 